# The Old Man and the Tree
«The Old Man and the Tree» es el tercer episodio de la tercera temporada de la serie de televisión de comedia dramática Atlanta. Se emitió el 31 de marzo de 2022, en FX. El episodio de 35 minutos, fue escrito por el productor supervisor Taofik Kolade, y dirigido por el productor ejecutivo Hiro Murai.
La serie está ambientada en Atlanta y sigue a Earnest «Earn» Marks, mientras intenta redimirse a los ojos de su exnovia Van, que es también la madre de su hija Lottie; así como de sus padres y de su primo Alfred, que rapea bajo el nombre artístico de «Paper Boi»; y de Darius, la excéntrica mano derecha de Alfred. Para la temporada, los personajes se encuentran en Europa en medio de una gira europea. En el episodio, Earn, Alfred, Darius y Van asisten a una fiesta en Londres organizada por un posible inversor para Alfred. Al estar cada uno por su cuenta, viven diferentes situaciones absurdas.
Según Nielsen Media Research, el episodio fue visto por 0.284 millones de personas durante su emisión original y obtuvo una cuota de audiencia de 0.1 entre los adultos de 18 a 49 años. El episodio recibió elogios de la crítica, que alabó el humor, las actuaciones y el comentario social del episodio.

## Argumento
En Londres, Earn (Donald Glover), Alfred (Brian Tyree Henry), Darius (Lakeith Stanfield) y Van (Zazie Beetz) asisten a una fiesta organizada por un multimillonario y posible inversor, Fernando. Cuando llegan al lugar, se sienten confundidos al ver que la fiesta se celebra en un apartamento de mala calidad. Entonces son conducidos a través del piso hasta la verdadera fiesta, que es un espacio lujoso por dentro y que utiliza el apartamento como «casa señuelo».
Mientras Earn y Van van a conocer a un artista, Alfred y Darius visitan un restaurante Nando's dentro de la propiedad y conocen a Fernando (Daniel Fathers). Fernando le muestra a Alfred un árbol, uno de los más antiguos de la ciudad, del que construyó la casa a su alrededor. Fernando afirma que utilizó el lugar para que la gente se pusiera cómoda, antes de llevar a Alfred al piso superior para una partida de póker. En algún lugar, Darius se acerca a una mujer británica del este de Asia llamada MK (Jasmine Leung), que cree que Darius estaba intentando ligar con ella. Entonces intercambian una conversación en la que se cuestionan sus diferentes perspectivas y culturas. Después de que ella se vaya, a Darius se le acerca un inglés blanco llamado Socks (Hugh Coles), que se disculpa por el comportamiento racial de la mujer y afirma que le protegerá.
Earn y Van conocen al artista, TJ (Sheyi Cole), que se interesa por ellos debido a su relación con Alfred. A continuación, les muestra su obra de arte, dejando a ambos incómodos ante la falta de imaginación y el estado «triste» de la obra. Earn habla con el inversor, Will (Patrick Kennedy), y se pregunta si la cantidad de dinero que han gastado en él merecerá la pena. TJ explica entonces que pretende convertir el lugar en una «incubadora influencer» con el arte como suscripción para pagar todo, preocupando a Earn que se está aprovechando de Will. En la sala de póquer, Alfred se une a Fernando y a algunos de sus amigos. Fernando afirma entonces que una noche, un hombre negro desnudo entró en su casa y estuvo seguro de que era un fantasma antes de proceder a tener sexo con él. Mientras Alfred gana algo de dinero, todos abandonan la mesa.
A Darius se le acercan Socks y más gente blanca, y Socks se refiere al incidente como «una auténtica mierda de 12 Years a Slave», lo que le hace sentirse aún más incómodo. Socks entonces exagera la historia, afirmando que la mujer dijo «Todas las vidas importan». MK llega entonces, queriendo que Darius conozca a su prometido, Will, y es acorralado e insultado por los asistentes a la fiesta. Earn encuentra a Alfred, al que una chica le ha robado el sombrero corriendo por la casa. Alfred se queja de Fernando mientras Earn también comparte su frustración con respecto al arte de TJ. TJ se acerca a ellos para decirles que Fernando se ha ido, enfadando a Alfred ya que no le ha pagado. Earn entonces ve a Van hablando con un hombre y se acerca a ella, preguntándole si está enfadada con él por algo, lo que ella niega. Al salir, empuja a una mujer a una piscina. 
Earn cambia de opinión sobre el complot de TJ para conseguir parte del dinero de Will tras una conversación con el aspirante a artista y después de notar un esclavo en el fondo de una foto de los antepasados de Will. Earn convence entonces a Will para que le deje manejar a TJ. A continuación, se le acerca Darío, que quiere marcharse por todo lo sucedido. Alfred se enfrenta a Fernando fuera de su habitación, exigiendo el dinero. Cuando Fernando se niega a enfrentarse a él, Alfred coge una motosierra y empieza a cortar el árbol mientras Fernando se queda mirando. Mientras Earn pide que le lleven a casa, a Darius se le acerca Will, que se disculpa por el «comportamiento» de MK y afirma que cancela la boda. Alfred se lleva entonces algunos objetos de la casa y los tres abandonan la propiedad. Darius ve a MK llorando fuera, pero Alfred le obliga a entrar en su auto. Luego se ríen, hasta que se revela que Socks está en el asiento delantero y le devuelve el sombrero a Alfred.
En una escena de créditos medios, Van es vista en una tienda de kebab. La llama Earn, pero ella ignora su llamada.

## Producción

### Desarrollo
En febrero de 2022, FX anunció que el tercer episodio de la temporada se titularía «The Old Man and the Tree» y que sería escrito por el productor supervisor Taofik Kolade, y dirigido por el productor ejecutivo Hiro Murai. Este fue el segundo crédito de Kolade como guionista, y el decimoséptimo de Murai como director.

### Escritura
El episodio exploraba conceptos como la culpa blanca y el salvador blanco, y en Vulture escribiendo: «Con Socks, Atlanta parodia al progresista blanco cuyos gestos fingen preocupación por los demás pero, de hecho, revelan un insostenible egocentrismo. Los signos reveladores de este modo incluyen la incapacidad de escuchar o respetar las voces negras cuando sus perspectivas no sirven a la agenda "aliada" o solicitan algo más que actuaciones de apoyo. [...] Resulta que la actuación de apoyo no era más que una licencia para la autoridad moral de los blancos». The Daily Beast añadió además, «es el comienzo de un chiste que se repite sobre los blancos que son performativamente 'despiertos' y aliados sobreprotectores sin la consideración de los negros a los que intentan proteger».

## Recepción

### Audiencia
El episodio fue visto por 0.284 millones de personas durante su emisión original, y obtuvo una cuota de audiencia de 0.1 en la franja demográfica de 18 a 49 años en la escala de audiencia de Nielson. Esto significa que el 0.1 por ciento de los hogares con televisión vieron el episodio. Esto supuso un ligero descenso con respecto al episodio anterior, que fue visto por 0.288 millones de espectadores con un 0,1 en la franja demográfica de 18 a 49 años.

### Respuesta de la crítica
«The Old Man and the Tree» recibió elogios de la crítica. En el sitio web agregador de reseñas Rotten Tomatoes informó de un índice de aprobación del 100% para el episodio, basándose en 7 reseñas, con una calificación media de 8.5/10.
Michael Martin de The A.V. Club le dio al episodio una «A-» y escribió: «Los anteriores encuentros de Atlanta con un grupo de fiesteros acaudalados y un excéntrico magnate dieron lugar a los mejores episodios de la serie; 'The Old Man and the Tree' no llega a ese nivel, pero es siempre divertido y agudo. Por muy locos que sean los procedimientos, Atlanta se basa en pequeños momentos reales, a la vez que da amplios golpes a las convenciones raciales y culturales. No es frecuente que una noche de farsa dé tanto que pensar. El tono es perfecto: Lo suficientemente exagerado como para no ser demasiado exagerado. Son tiempos absurdos. Como dice Al, el equilibrio es una mierda».
Alan Sepinwall de Rolling Stone escribió: «Cuando eres negro y viajas por un país mayoritariamente blanco, la raza siempre va a ser un tema, incluso en los contextos bastante absurdos presentes en la mayor parte de 'The Old Man and the Tree'».
Jordan Taliha McDonald de Vulture le dio al episodio una calificación de 4 sobre 5 estrellas y escribió: «A diferencia de la temporada anterior, que dirigió su lente hacia la lucha por los bienes comerciales en el centro de la ciudad, esta temporada se traslada de Atlanta a Europa para descubrir las pérdidas incuantificables que ha provocado la historia con humor y horror». Deshawn Thomas, de /Film, escribió: «Ya llevamos tres episodios de la tercera temporada de Atlanta, de Donald Glover, y está muy claro que la serie se está inclinando totalmente hacia el afrosurrealismo con el delicioso absurdo de 'The Old Man and the Tree'. El episodio también deja claro que los temas presentados en el estreno de la temporada van a ser los temas generales de toda la temporada».